# Plauen

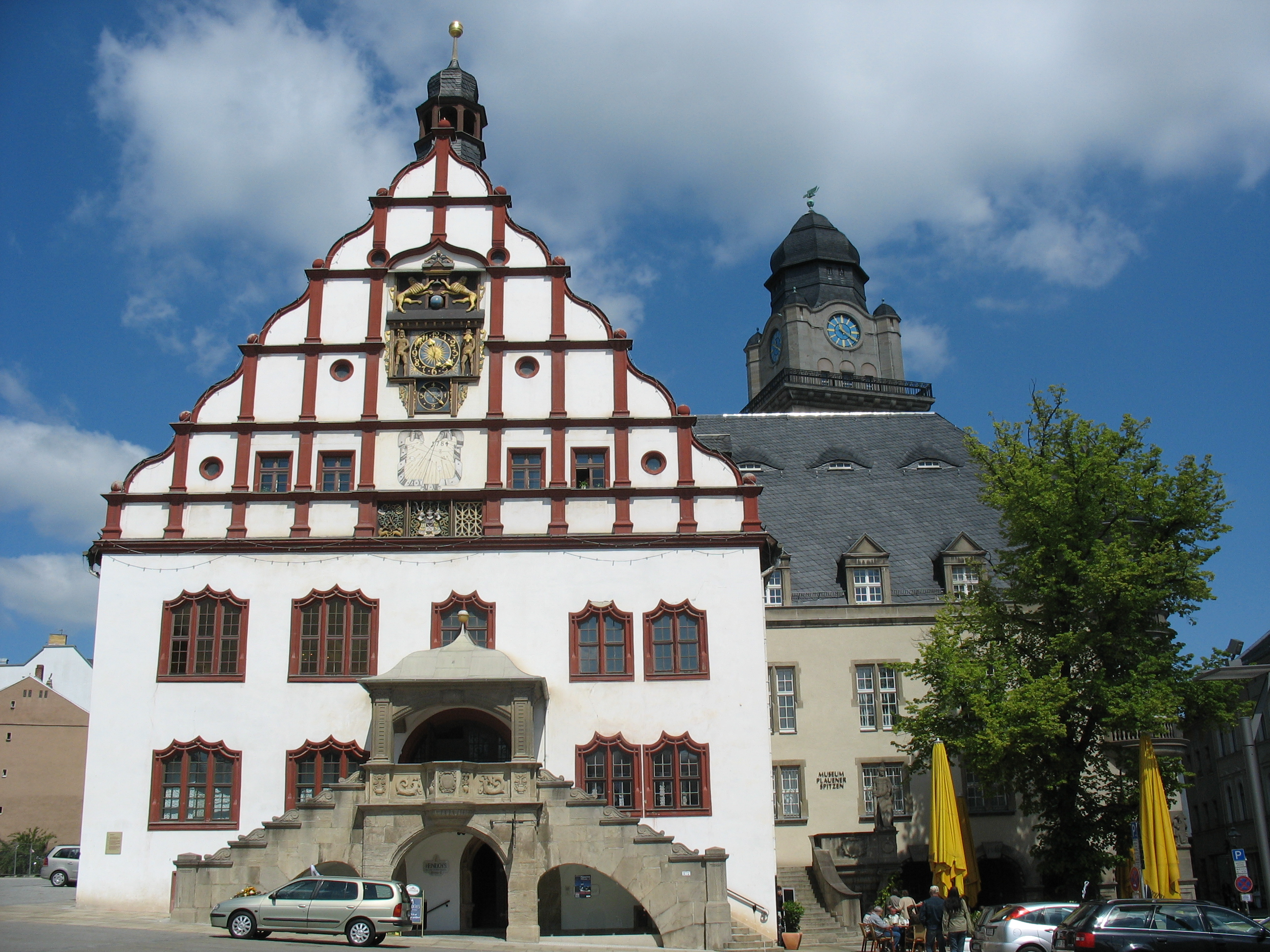
Plauen, toà thị chính cũ

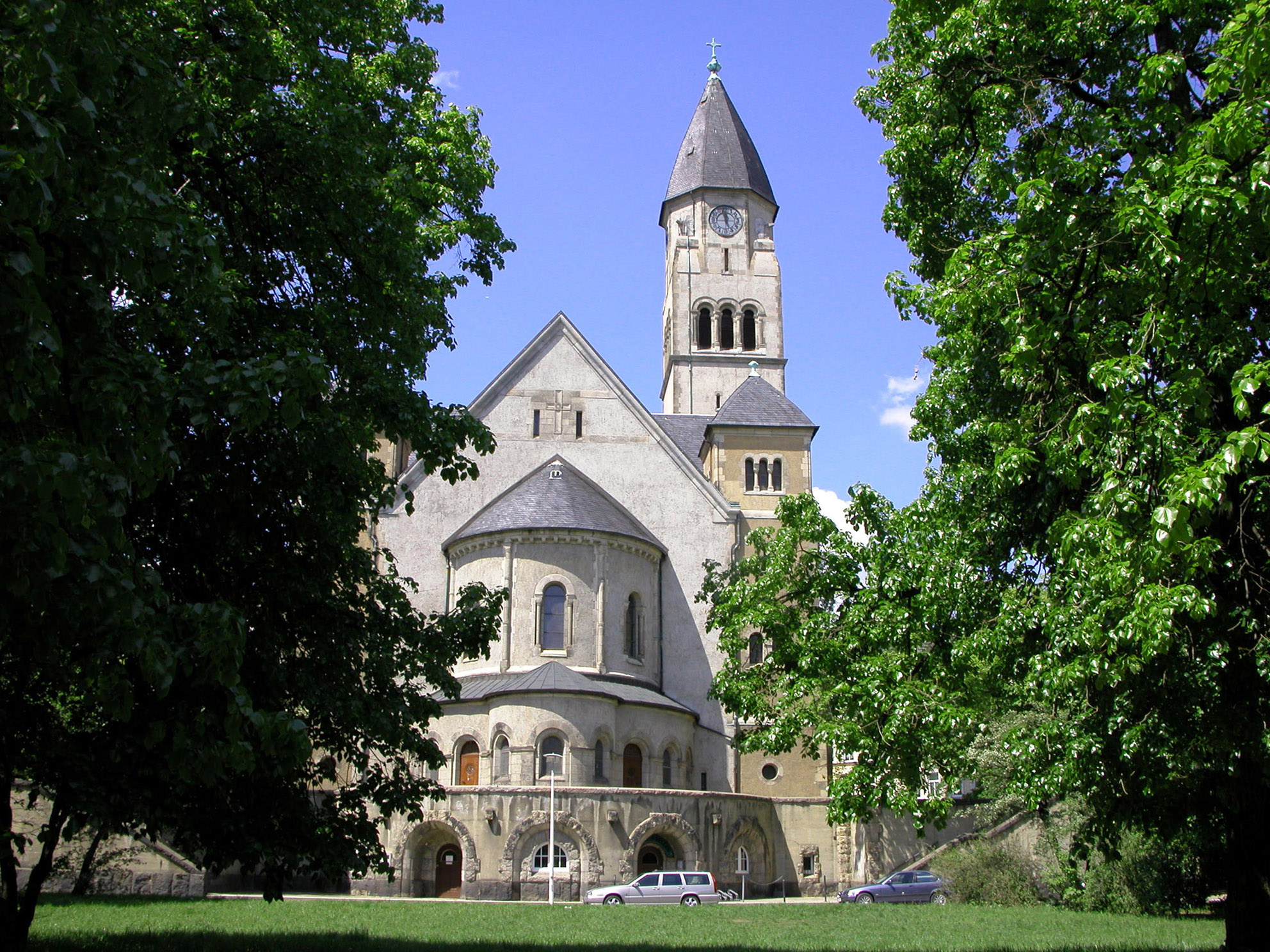
Giáo đường St. Markus

Plauen là một thành phố ở bang tự do Sachsen, đông trung bộ Đức. Đô thị Plauen có diện tích 102,12 km², dân số thời điểm ngày 31 tháng 8 năm 2007 là 67.978 người.
Đây là huyện lý huyện Vogtland. Thành phố nằm gần biên giới giữa Bavaria và Cộng hòa Séc.
Plauen có Đại học khoa học ứng dụng.

## Thành phố kết nghĩa
- Aš, Cộng hòa Séc
- Steyr, Áo, từ năm 1970
- Hof, Đức, từ năm 1987
- Siegen, Đức, từ năm 1990
- Cegléd, Hungary, từ năm 2005
- Pabianice, Ba Lan, từ năm 2006